# Hỏa Diệm Sơn

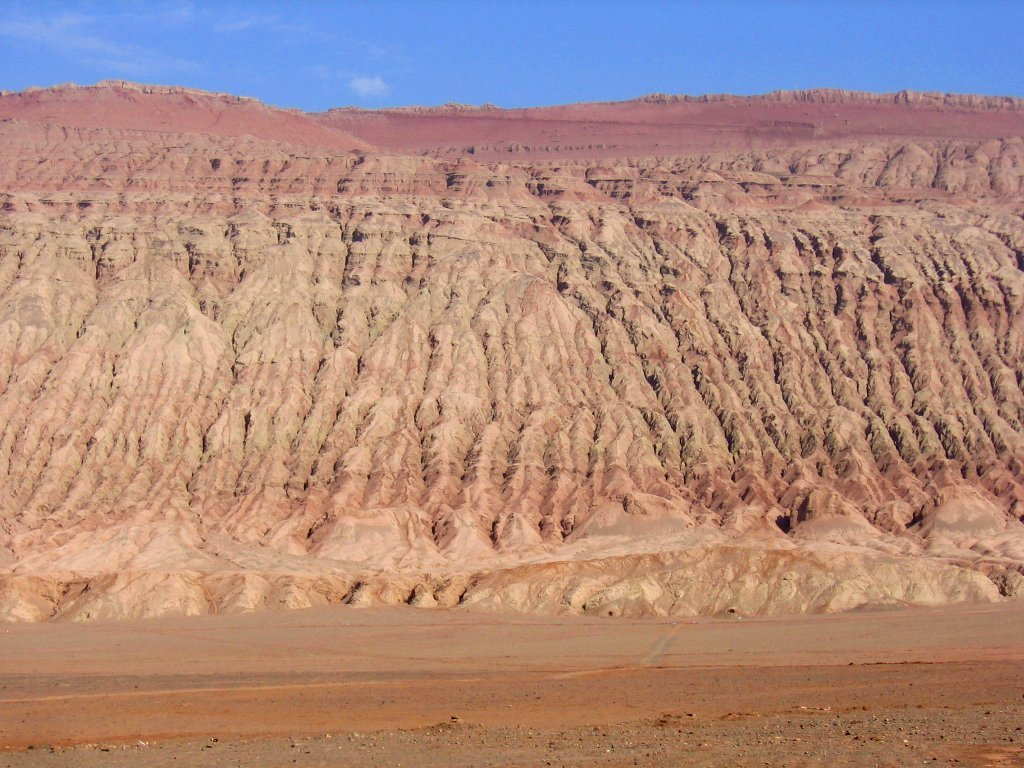
Hỏa Diệm Sơn

Hỏa Diễm Sơn hay Hỏa Diệm Sơn (tiếng Trung: 火焰山; bính âm: huǒyànshān), các thư tịch cổ cũng viết là Xích Thạch Sơn (赤石山) là một vùng đồi sa thạch màu đỏ cằn cỗi và bị xói mòn thuộc dãy Thiên Sơn, Tân Cương, Trung Quốc. Hỏa Diệm Sơn nằm gần rìa phía bắc của sa mạc Taklamakan và ở phía đông của thành phố Turpan (Thổ Lỗ Phồn). Các rãnh có hình dạng ấn tượng của Hỏa Diệm Sơn được tạo thành do sự xói mòn của nền đá sa thạch đỏ, khiến cho dãy núi như đang bừng cháy tại những thời điểm nhất định trong ngày.
Dãy núi dài khoảng 100 kilômét (60 mi) và rộng 5–10 km (3–6 mi), chạy qua lòng chảo Tarim từ đông sang tây. Phía đông Hỏa Diệm Sơn bắt đầu từ Lưu Sa Hà, phía tây chấm dứt tại rãnh Đào Nhi (桃兒). Độ cao trung bình của Hỏa Diễm Sơn là 500 m (1.600 ft), với một số đỉnh cao trên 800 m (2.600 ft). Khí hậu tại khu vực dãy núi khắc nghiệt, có nhiệt độ rất cao vào mùa hè và trở thành nơi nóng nhất tại Trung Quốc, nhiệt độ thường xuyên đạt 50 °C (122 °F) và nhiệt độ bề mặt từng cao đến trên 70 °C (158 °F). Một trong những nhiệt kế lớn nhất tại Trung Quốc nằm gần kề với dãy núi và nó cũng là một địa điểm du lịch nổi tiếng, du khách có thể theo dõi nhiệt độ không khí xung quanh. Hỏa Diệm Sơn đã được phê chuẩn là thắng cảnh cấp 4A của Trung Quốc.

## Con đường tơ lụa
Thời cổ đại, các thương nhân phải tránh sa mạc Taklamakan trên con đường tơ lụa và đi qua các đô thị ốc đảo như Cao Xương, thành bang này được xây dựng ở chân của Hỏa Diệm Sơn trên mép của sa mạc gần một đèo quan trọng, và đã trở thành một điểm dừng chân cho các thương nhân. Các nhà truyền đạo Phật giáo thường đi cùng với các thương nhân trên tuyến thương mại quốc tế tấp nập này, các tu viện và chùa Phật giáo được xây dựng tại các trung tâm thương mại sầm uất và tại các vùng núi hẻo lánh nằm không xa.
Di chỉ Thiên Phật động Bezeklik nằm trong một hẻm núi dưới những vách đá của Hỏa Diệm Sơn, gần đèo cạnh Cao Xương. Đây là một quần thể gồm bảy mươi hang động Phật giáo có niên đại từ thế kỳ 5 đến thế kỷ IX CN, với hàng nghìn bức bích họa về Đức Phật.

## Trong văn học
Tên gọi "Hỏa Diệm Sơn" bắt nguồn từ tác phẩm Tây Du Ký của nhà văn thời nhà Minh là Ngô Thừa Ân. Câu chuyện giả tưởng này nói về một nhà sư Phật giáo được Tôn Ngộ Không có các phép thần thông hộ tống, và đã phải tìm cách qua một bức tường lửa trong cuộc hành hương đến Ấn Độ. Cuốn tiểu thuyết lấy cảm hứng từ câu chuyện có thực về việc nhà sư Huyền Trang đã đến Ấn Độ vào năm 627 để có được các kinh điển Phật giáo và đã đi qua một đèo tại Thiên Sơn sau khi rời khỏi Cao Xương.
Trong Tây Du Ký, Tôn Ngộ Không đã đại náo thiên cung và đập phá một lò luyện đan, làm tàn lửa rơi từ trên trời xuống nơi mà nay là Hỏa Diệm Sơn. Trong một truyền thuyết Duy Ngô Nhĩ, một con rồng đã sống tại Thiên Sơn. Bởi con rồng này ăn thịt trẻ nhỏ, một anh hùng người Duy Ngô Nhĩ đã giết chết con rồng và cắt nó làm tám khúc. Máu của con rồng biến thành một ngọn núi có màu máu đỏ tươi và tám khúc của con rồng trở thành tám thung lũng trong Hỏa Diệm Sơn.

## Hình ảnh

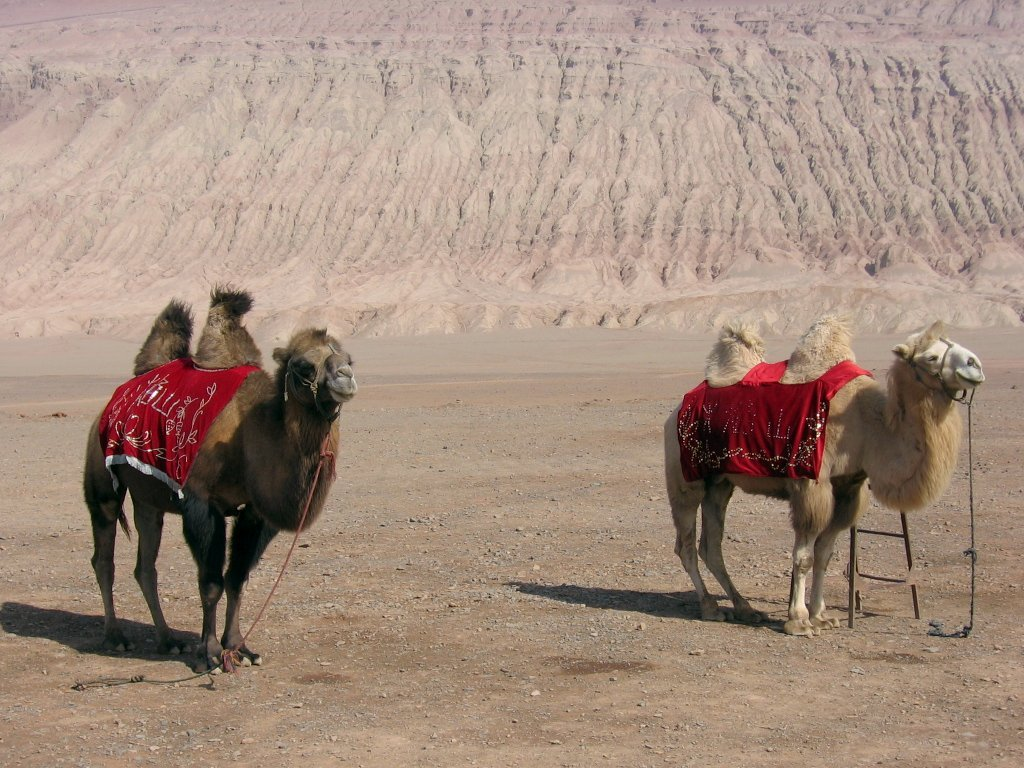
Lạc đà bên Hỏa Diệm Sơn
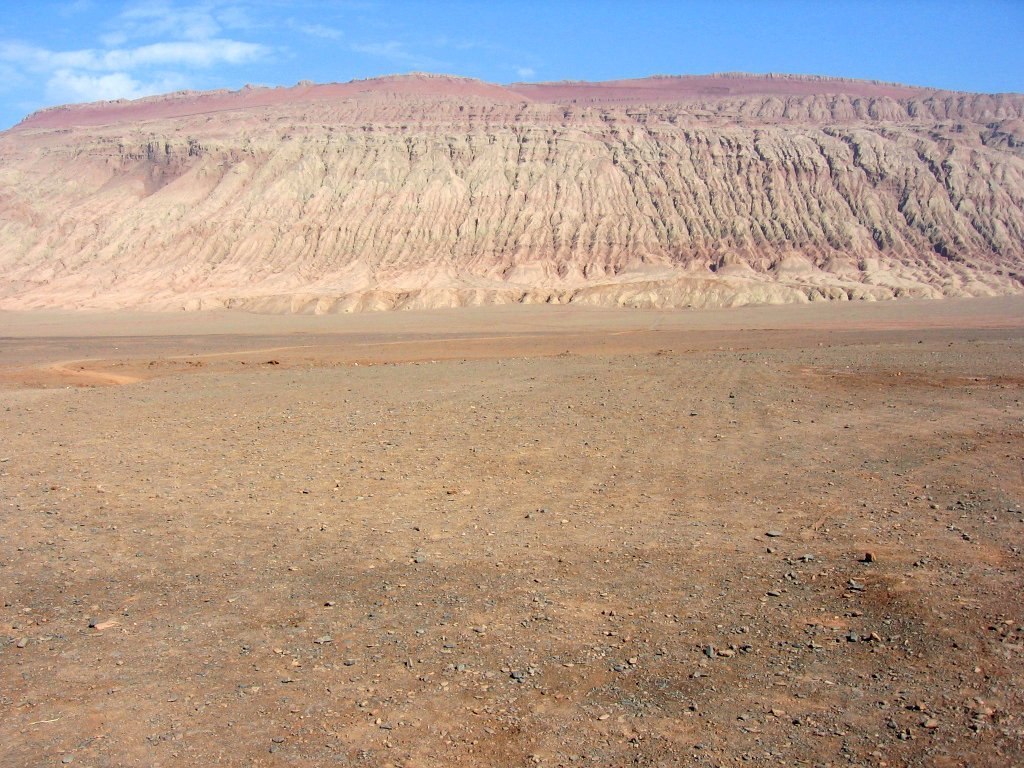
Hỏa Diệm Sơn
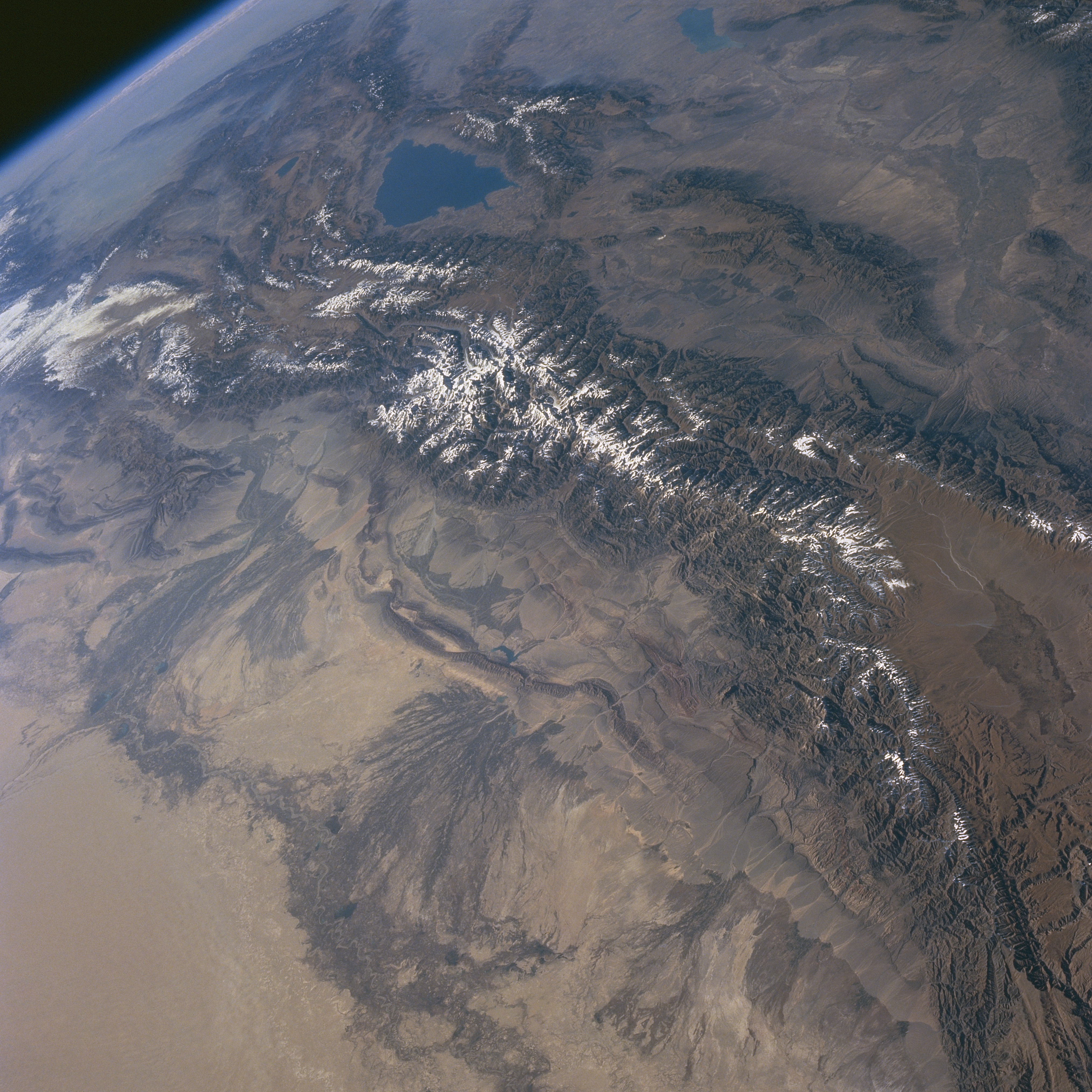
Thiên Sơn với Hỏa Diệm Sơn nhìn từ vệ tinh
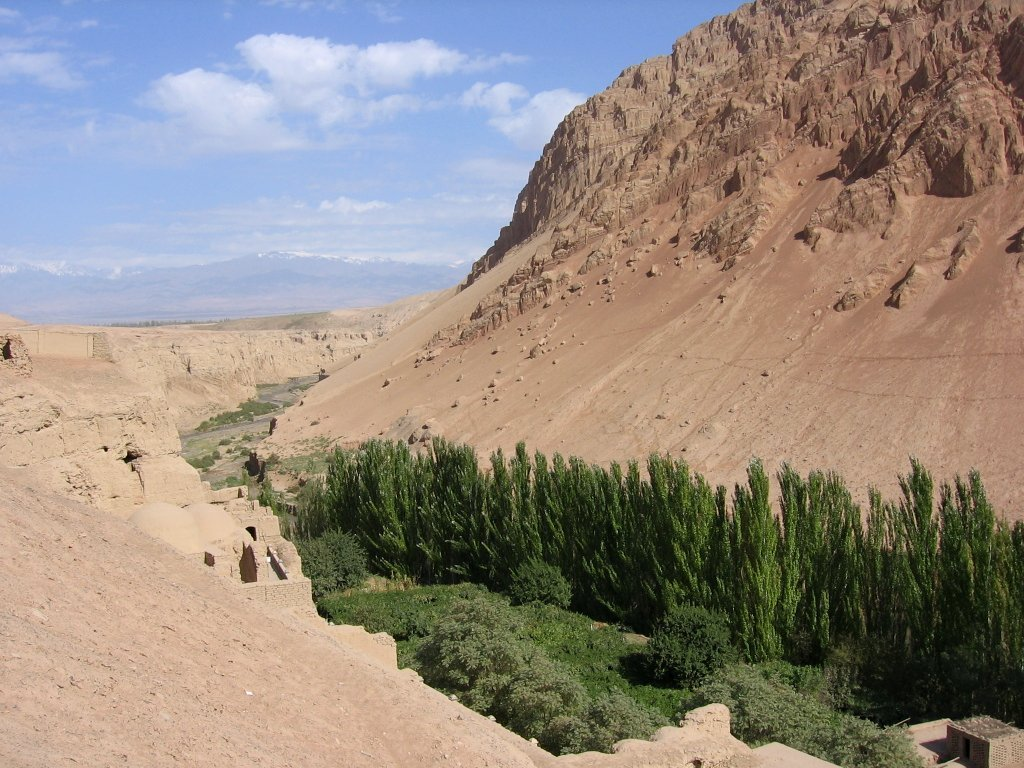
Thiên Phật động Bezeklik trên các vách núi, bên dưới Hỏa Diệm Sơn